# Цианкалий
Цианкалият (калиев цианид, KCN) е сол на калия и циановодородната (синилна) киселина. На външен вид прилича на захарни кристали. Разтваря се добре във вода. В алкохол се разтваря слабо, а във въглеводороди не се разтваря.
Намокрен, калиевият цианид отделя (вследствие хидролиза) малки количества циановодород, който мирише на горчиви бадеми. Интересно е, че само около половината от всички хора на земята (по генетични причини) могат да усещат сочещата опасност миризма на горчиви бадеми!
Калиевият цианид е силно отровно и опасно за околната среда вещество. Намира приложение в бижутерията, галванотехниката, при добива на злато и сребро, както и в органичния синтез. В машиностроенето се използва за азотиране на стоманени детайли. Използва се и като отрова за вредни гризачи (плъхове и др.).

## Токсичност
Калиевият цианид, както всички други цианиди, има токсично действие. При приемане на повече от 40 – 50 mg човек губи съзнание до 1 минута, понякога и до 10 секунди (в зависимост от количеството храна в стомаха и състоянието на имунната система). След около 45 минути отровеният изпада в състояние на кома или дълбок сън. Без медицинска намеса, след около 2 часа може да последва и смърт, причинена от нарушаване на работата на сърдечните камери. При отравянето с цианкалий могат да се наблюдават и спазми (конвулсии).